# Alta (Utah)
Alta es un pueblo del condado de Salt Lake, estado de Utah, Estados Unidos. Según el censo de 2000 la población era de 370 habitantes, disminuyendo desde 1990, año en el que era de 397 habitantes. Se estima que en el año 2019 la población habría disminuido hasta los 379 habitantes.
Alta es también una estación de esquí que cuenta con 500.000 visitantes al año. Lo conocen por su esquí en polvo y su rechazo a la práctica del snowboarding.

## Geografía
Alta se encuentra en las coordenadas 40°34′51″N 111°38′14″O / 40.58083, -111.63722.
Según la oficina del censo de Estados Unidos, la ciudad tiene una superficie de 10,5 km². 10,5 km² de los cuales son tierra y un 0,25% es agua.

## Demografía
Según el censo de 2000, había 370 habitantes, 67 casas y 36 familias residían en la ciudad. La densidad de población era 35,3 habitantes/km². Había 242 unidades de alojamiento con una densidad media de 23,1 unidades/km².
La máscara racial de la ciudad era 94,86% blanco, 1,08% afroamericano, 0,81% indio americano, 0,54% asiático, 1,35% de otras razas y 1,35% de dos o más razas. Los hispanos o latinos de cualquier raza eran el 4,32% de la población.
Había 67 casas, de las cuales el 22,4% tenía niños menores de 18 años, el 52,2% eran matrimonios, el 44,8% no son familia. El 28,4% de todas las casas tenían un único residente y el 1,5% tenía sólo residentes mayores de 65 años. El promedio de habitantes por hogar era de 2,12 y el tamaño medio de familia era de 2,62.
El 6,2% de los residentes es menor de 18 años, el 30,5% tiene edades entre los 18 y 24 años, el 44,6% entre los 25 y 44, el 15,4% entre los 45 y 64, y el 3,2% tiene 65 años o más. La media de edad es 29 años. Por cada 100 mujeres había 252,4 hombres. Por cada 100 mujeres de 18 años o más, había 285,6 hombres.
El ingreso medio por casa en la ciudad era de 51.250$, y el ingreso medio para una familia era de 94.654$. Los hombres tenían un ingreso medio de 32.639$ contra 18.889$ de las mujeres. Los ingresos per cápita para la ciudad eran de 66.566$. Ninguna de las familias y el 19,1% de la población está por debajo del nivel de pobreza. No hay menores de 18 años o mayores de 65 bajo el nivel de la pobreza.